# Gordijan III.
Gordijan III. (latinsko Marcus Antonius Gordianus Pius Augustus), 32. cesar Rimskega cesarstva, ki je vladal od leta 238 do 244, * 20. januar 225, †  11. februar 244.
Na prestol je prišel s trinajstimi leti kot najmlajši cesar v vsej zgodovini združenega Rimskega cesarstva. Bil je sin Antonije Gordijane in neimenovanega rimskega senatorja, ki je umrl pred letom 238. Mati je bila hčerka cesarja Gordijana I. in mlajša sestra cesarja Gordijana II.. O njegovem otroštvu do prihoda na prestol je zelo malo podatkov.

## Prihod na prestol
Po umoru cesarja Aleksandra Severja v Moguntiacu (sedanji Mainz, Nemčija), so v prestolnici rimske province Spodnje Germanije  kljub ostremu nasprotovanju rimskega senata in večine prebivalstva za cesarja razglasili Maksimina Tračana. V odgovor na razglasitev, ki so jo v Rimu imeli za upor, sta se Gordijanov stari oče in stric, Gordijan I. in Gordijan II., razglasila za socesarja province Afrike. Njun upor je že v mesecu dni zadušil guverner Numidije in zvest Maksiminov pristaš Kapelijan. Na Gordijana I., ki je bil med uporom ubit, so Rimljani gledali kot na miroljubnega človeka in  ljubitelja književnosti, ki je bil žrtev Maksiminovega terorja.  
Rimski senat je zaradi grozečega Maksiminovega pohoda na Rim medtem za socesarja izvolil Pupiena in Balbina. Izvoljena senatorja med prebivalci Rima nista bila ravno priljubljena, poleg tega pa so bili ljudje še vedno pretreseni zaradi Gordijanove smrti, zato je senat Gordijanovega vnuka Gordijana imenoval za Pupienovega in Balbinovega cezarja in cesarskega naslednika. Papien in Balbin ste medtem porazila Maksimina, predvsem zaradi dezerterstva več legij, zlasti II. partske, ki je Maksimina umorila. Njuna skupna vladavina je bila kljub temu od samega začetka polna neredov in nezadovoljstva v armadi. Vsemu temu se je junija 238 pridružil ogromen požar  v Rimu. 29. julija 238 je pretorska garda Papijena in Balbina ubila in razglasila Gordijana za izključnega cesarja.

## Vladanje
Gordijan je zaradi svoje mladosti vladanje prepustil aristokratskim družinam, ki so preko rimskega senata nadzirale dogajanja v Rimu. Leta 240 se je v Afriki uprl Sabinijan, vendar so ga kmalu obvladali. Gordijan se je naslednje leto poročil s Furijo Sabinijo Trankvilino, hčerko novoimenovanega   pretorskega prefekta Timesiteja, ki je zaradi svojega vojaškega položaja in položaja tasta mladega cesarja kmalu postal de facto vladar Rimskega cesarstva. 
V 3. stoletju so meje Rimskega cesarstva začele slabeti. Na severu so preko Rena in Donave začela vdirati germanska plemena, na vzhodu pa preko Evfrata Sasanidi. Ko so Perzijci pod Šapurjem I. napadli Mezopotamijo, je mladi cesar zadnjič v zgodovini odprl vrata Janusovega templja in na  vzhod poslal veliko vojsko. Sasanide je pregnal nazaj preko Evfrata in jih leta 243 porazil bitki pri Reseni. Pohod je bil uspešen in Gordijan je načrtoval invazijo na sovražno ozemlje, potem pa je tast Timesetej v nejasnih okoliščinah umrl. Z njegovo smrtjo sta bila ogrožena  tako pohod kot cesarjeva varnost.
Gordijan je za novega prefekta pretorske garde imenoval  Marka Julija Filipa, bolj znanega kot Filip Arabec, in nadaljeval pohod. Na začetku leta 244 so Perzijci krenili v protinapad. Perzijski viri trdijo, da se je odločilna bitka bila v bližini sedanje Faludže v Iraku in se končala s težkim porazom Rimljanov in Gordijanovo smrtjo. Rimski viri bitke ne omenjajo in trdijo, da je Gordijan umrl ob Evfratu, daleč stran od prizorišča bitke. Antični viri Gordijanovega naslednika Filipa Arabca pogosto opisujejo kot njegovega morilca, v resnici pa vzrok Gordijanove smrti ni znan. 
Gordijanova mladost  in prijeten značaj sta mu tudi zaradi smrti njegovega starega očeta in strica in  njegove tragične usode prinesli trajno spoštovanje Rimljanov. Da bi pomiril prebivalstvo in preprečil izgrede, ga je rimski senat kljub nasprotovanju njegovega naslednika Filipa Arabca proglasili za boga.

## Sklic
1. ↑  Res Gestae Divi Saporis (Dejanja božanskega Šapurja I.), 3–4.